# كارلوس كونتريرز (لاعب كرة قدم)
كارلوس كونتريرز (بالإسبانية: Carlos Contreras) هو لاعب كرة قدم فنزويلي، ولد في 17 أغسطس 1972. شارك مع منتخب فنزويلا لكرة القدم. أما مع النوادي، فقد لعب مع ديبورتيفو تاشيرا.

## وصلات خارجية
- كارلوس كونتريرز (لاعب كرة قدم) على موقع ناشيونال فوتبول تيمز (الإنجليزية)